# Lietuvos futbolo federacija

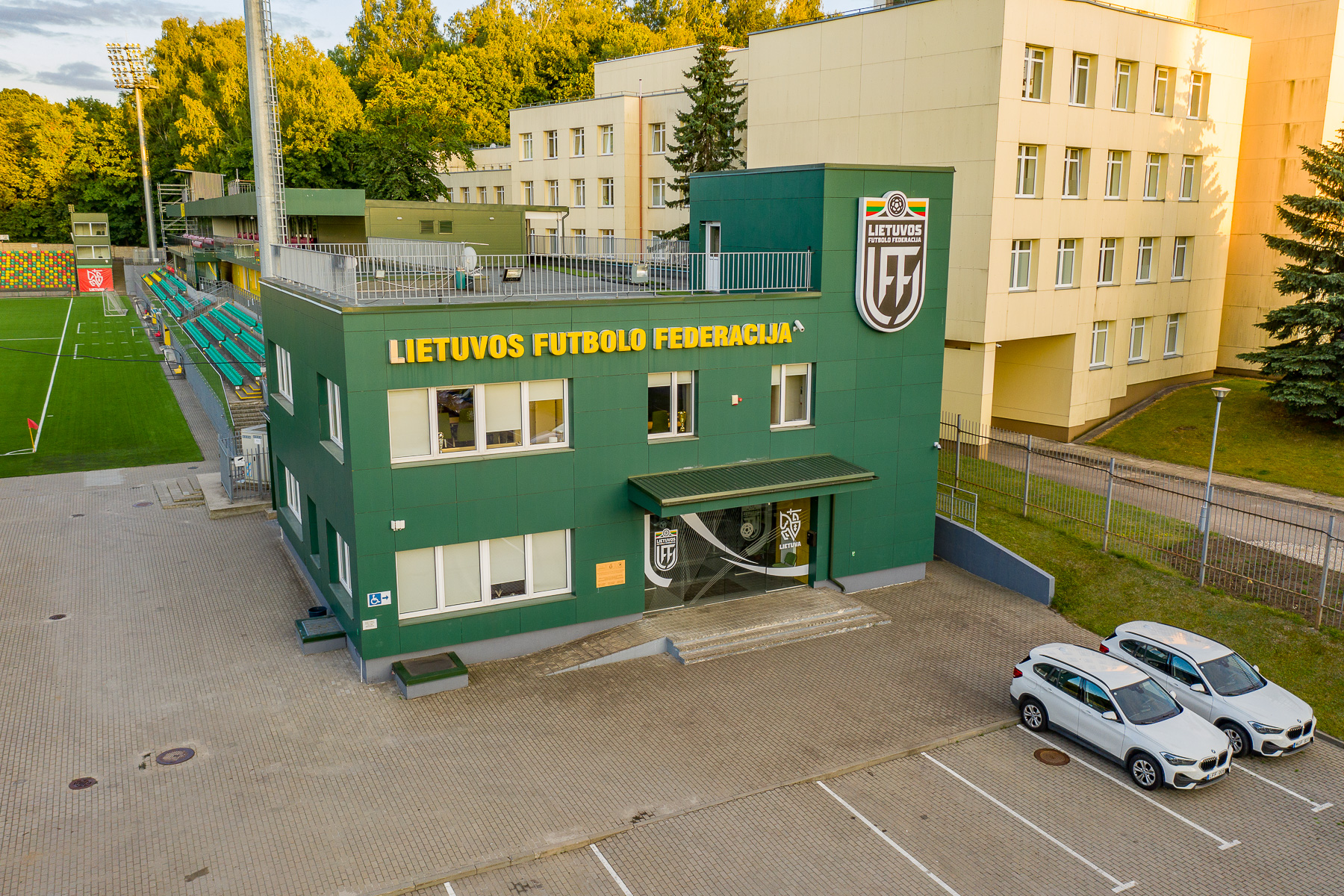

Lietuvos futbolo federacija ordnar med den organiserade fotbollen i Litauen, och bildades 1922, för att 1923 anslutas till Fifa. Huvudkontoret finns i Vilnius. 1992 återinträdde man, efter att ha varit borta under Sovjettiden.